# R.U.R.

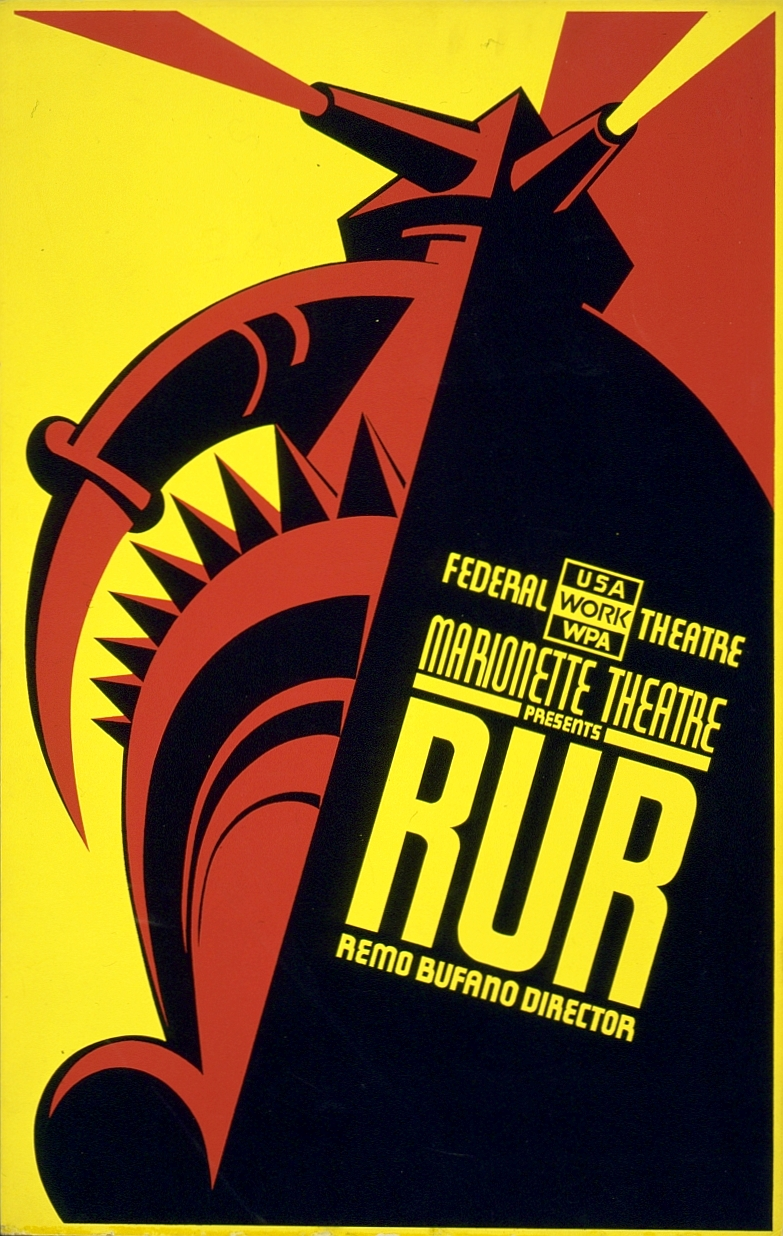
Plakat aus dem Jahr 1939

R.U.R. – Rossum’s Universal Robots (auch W.U.R. – Werstands Universal Robots, tschechisch Rossumovi Univerzální Roboti) ist ein 1920 erschienenes Drama des tschechischen Schriftstellers Karel Čapek.

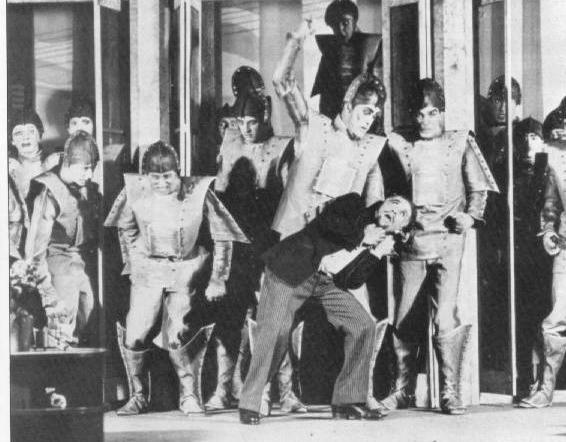
R.U.R., Inszenierung um 1935

Es handelt vom Unternehmen R.U.R., das künstliche Menschen (nach heutigem Sprachgebrauch Androiden) herstellt. Diese „Robots“ werden als billige und rechtlose Arbeiter verwendet. Ihr massiver Einsatz in der Industrie verändert mit der Zeit die gesamte Weltwirtschaft. Im weiteren Verlauf des Theaterstücks rebellieren die Kunstmenschen jedoch und vernichten die Menschheit.
Der Name des Stücks R.U.R. steht für Rossum’s Universal Robots, die Firma, die im Stück die künstlichen Menschen erzeugt. Der Name „Rossum“ ist eine ironische Anspielung des Autors: das tschechische Wort rozum bedeutet Vernunft, Verstand. In der deutschen Übersetzung 1922 von Otto Pick auch entsprechend mit „Werstand“ übersetzt.
Das Wort „Roboter“ (oder robot, in der ursprünglichen tschechischen Form, vgl. Englisch) gelangte aus diesem Stück bald in die Alltagssprache vieler Länder, der Urheber dieser Wortschöpfung ist aber Karels Bruder Josef Čapek, der es aus dem westslawischen robota (Fronarbeit bzw. ursprünglich Arbeit allgemein) ableitete.
In dem Drama klingt die mit Prag verbundene mittelalterliche jüdische Legende vom künstlichen Menschen und Diener Golem an. 1977 komponierte Zdeněk Blažek (1905–1988) die Oper RUR nach dieser Vorlage, mit einem eigenen Libretto, gedruckt 1988, uraufgeführt durch Jan Jirásek 2004.
Im Januar und Februar 2022 inszenierte das Künstlerduo Gamut Inc, das sich aus Computermusikerin Marion Wörle und Komponist Maciej Śledziecki zusammensetzt, in Zusammenarbeit mit dem RIAS Kammerchor eine musikalische Neubearbeitung des Theaterstücks Rossums Universal Robots am Comedia Theater in Köln und am Theater im Delphi in Berlin, aus Anlass des 101-jährigen Jubiläums der Uraufführung des Originals. Librettist der Neufassung ist der Autor Frank Witzel.

## Ausgaben

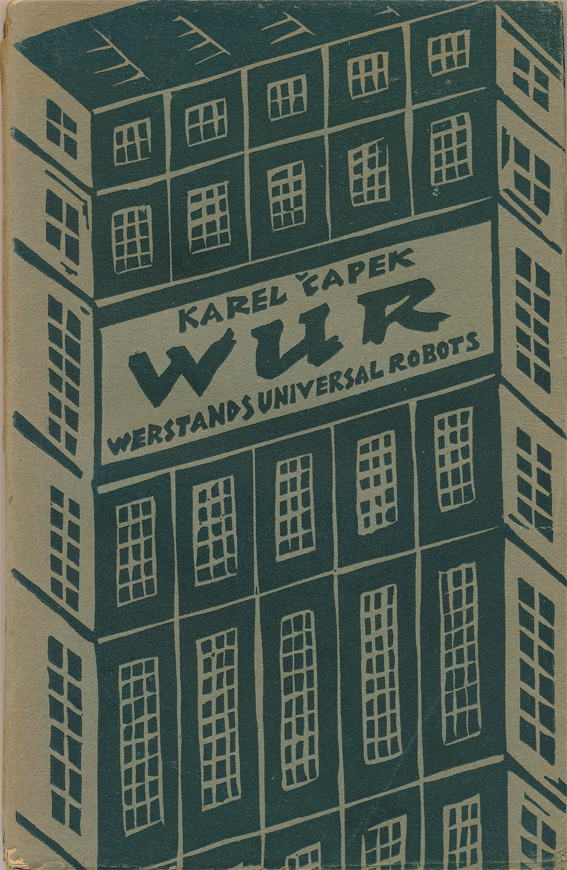
W.U.R., Deutsche Erstausgabe, Orbis, Prag-Leipzig 1922

- Karel Čapek: R.U.R. online (tschechisch).
- Karel Čapek: W.U.R., Werstands universal Robots: Utopistisches Kollektivdrama in 3 Aufzügen (Übersetzt von Otto Pick). Orbis, Prag / Cnobloch, Leipzig 1922, DNB 572820771.
- Karel Čapek: Dramen. (Der Räuber. RUR. Die Sache Makropulos. Die weiße Krankheit. Die Mutter) (Herausgegeben von Manfred Jähnichen, übersetzt von Gustav Just und Ilse Seehase). Aufbau, Berlin 1976, DNB 770240739.
- Karel Čapek; Heiner Schmidt, Susanne Uhlen (Hrsg.):  R. U. R. – Rossums Universal Robots, Sprecher: Hans Peter Hallwachs. (Hörbuch. Audio CD|CD), DAV Audio Verlag, 2005, ISBN 978-3-89813-385-2.
- Karel Čapek: R.U.R. (Rossum’s Universal Robots), Dover, New York, NY 2001, ISBN 978-0-486-41926-8 (englisch).
- Karel Čapek: Dramata: Loupežník – R.U.R. – Věc Makropulos – Bílá nemoc – Matka. Dobrovský, Praha 2013, ISBN 978-80-7390-006-9 (tschechisch).
- Karel Čapek: Die weiße Krankheit / R.U.R. (übersetzt von Joachim Mols, CreateSpace Independent Publishing Platform, ISBN 978-1-981177-37-0)

## Adaptionen
Hörspiele
- 1977: R.U.R. – Aufstand der Roboter – Regie: Ferry Bauer (ORF Oberösterreich; Länge: 56:35 Minuten)

Es sprachen: Harry Kalenberg, Michael Pawlik, Heidi Hagl, Günther Sauer, Elfriede Gollmann, Horst Naumann, Marion Degler, Gernot Duda und Silvia Glogner.
- 1978: R.U.R. – Rossums Universal Robots – Bearbeitung: Dieter Hasselblatt; Regie: Heiner Schmidt (BR/RIAS Berlin; Länge: 64:45 Minuten)

Es sprachen Günther Sauer (Harry Domin), Raoul Wolfgang Schnell (Dr. Gall), Hans-Peter Hallwachs (Baumeister Alquist), Heidelinde Weis (Helene Glory), Ulrich Popp (Roboter), Wolf Martienzen (Roboter), Wolfgang Mascher (Roboter), Irmhild Wagner (Roboterin Sola) und Susanne Uhlen (Roboter).